# Mogami, Yamagata
Mogami (japanska: 最上町?, Mogami-machi) är en landskommun (köping) i Yamagata prefektur i Japan. 